# یواس‌اس ملوین (دی‌دی-۶۸۰)
یواس‌اس ملوین (دی‌دی-۶۸۰) (به انگلیسی: USS Melvin (DD-680)) یک کشتی آمریکایی به طول ۱۱۴٫۷ متر (۳۷۶ فوت) بود. این کشتی در سال ۱۹۴۳ ساخته شد.